# Estación Nakamura Kōen
La estación Nakamura Kōen (中村公園駅 Nakamura Kōen-eki?) de la Línea Higashiyama, es operada por el Buró de transporte de la ciudad de Nagoya, y está identificada como H-04. Se encuentra ubicada en el barrio de Toyokunitō, Nakamura, en la ciudad de Nagoya, prefectura de Aichi, Japón. La estación abrió el 1 de abril de 1969. Presenta una tipología de andenes laterales, y un total de 6 accesos incluyendo uno por ascensor.

## Otros medios
- Bus de Nagoya
  - Líneas: 1, 2 , 11, 12, 13, 14 y 24.
- Terminal de buses Meitetsu

## Sitios de interés
- Ruta prefectural 68.
- Sede del Banco Ogaki Kyoritsu KK (株式会社大垣共立銀行 Kabushikigaisha ōgaki kyōritsu ginkō?)
- Sede del Banco Mie KK (株式会社三重銀行 Kabushikigaisha mie ginkō?)
- Sede de la cooperativa de crédito Gifu Shinkin.
- Parque Nakamura.
  - Santuario Toyokuni.
  - Plaza cultural de la era Bunka.
  - Velódromo de Nagoya.

## Imágenes

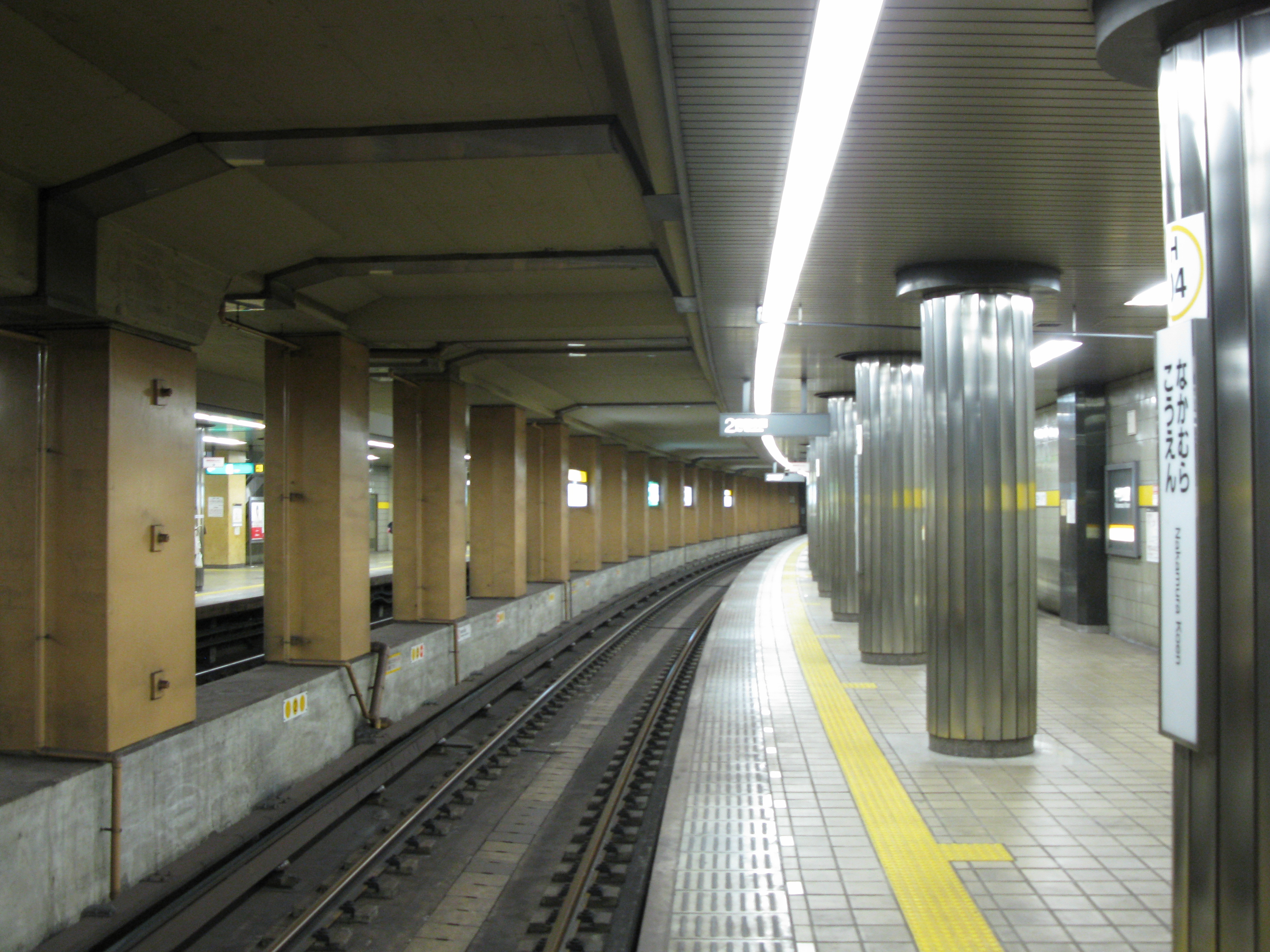
Andén 2.
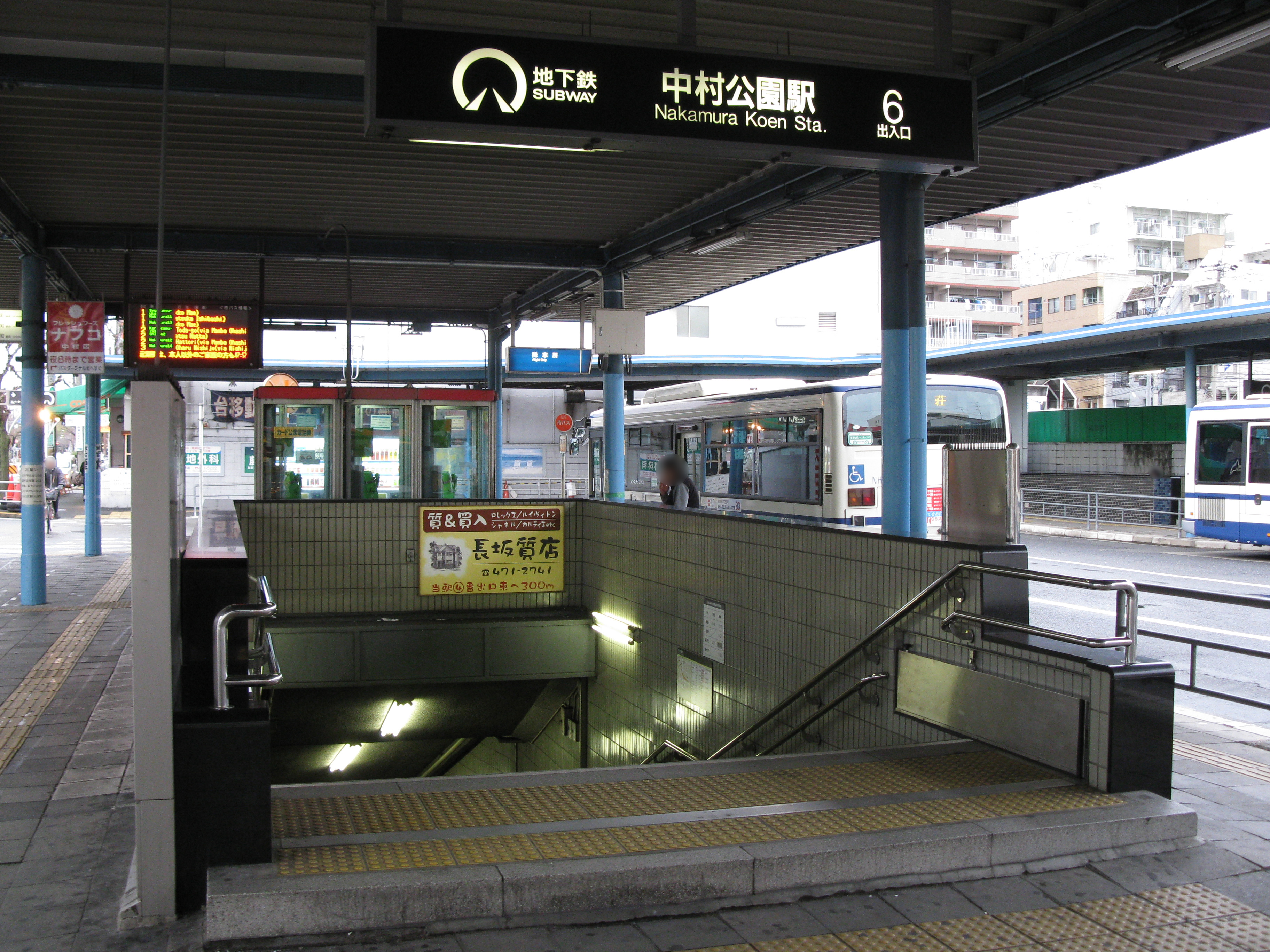
Acceso N° 6.
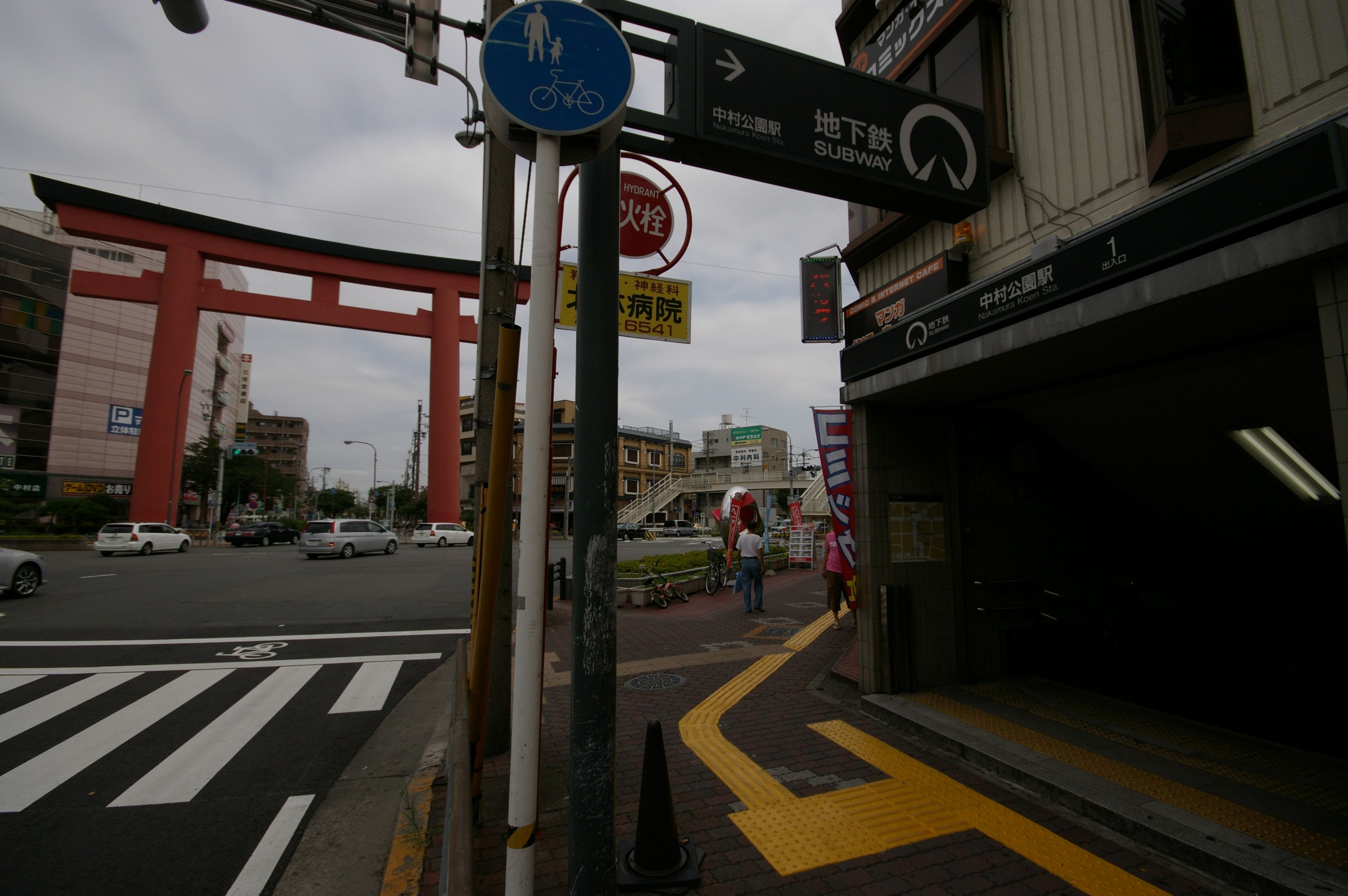
Acceso N° 1.